# Panne de courant
Pour les articles homonymes, voir Blackout.
 (avril 2025).
Si vous disposez d'ouvrages ou d'articles de référence ou si vous connaissez des sites web de qualité traitant du thème abordé ici, merci de compléter l'article en donnant les références utiles à sa vérifiabilité et en les liant à la section « Notes et références ».

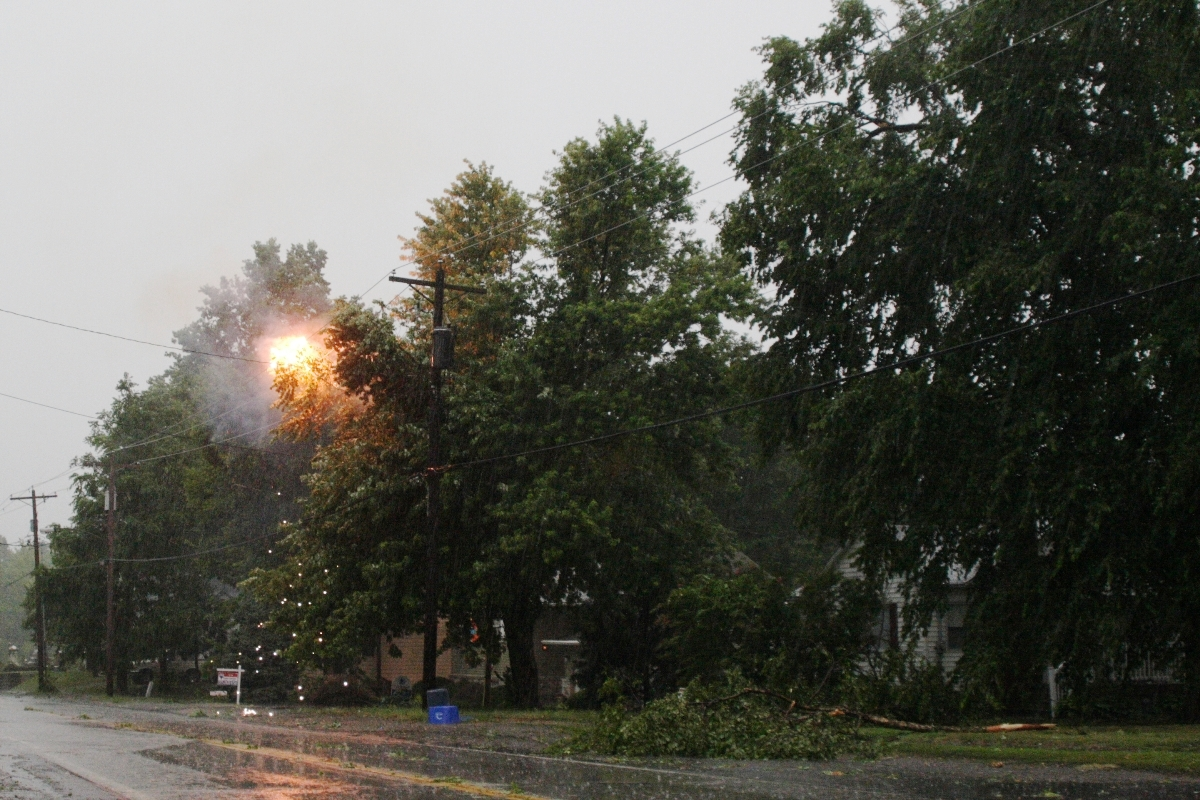
Court-circuit d'une ligne électrique à Troy, Illinois.

Une panne de courant est la suspension de la distribution du courant électrique dans une région attribuée. Ceci peut provenir d'un défaut dans une centrale électrique, de l'équipement de distribution endommagé (par exemple, par une tempête de neige ou de pluie verglaçante), un court-circuit ou une surcharge du système.
Le terme blackout est également utilisé lorsque la panne concerne un grand nombre de clients. À ce jour, le blackout le plus important de l'histoire, en nombre d'individus concernés, est celui qui frappa l'Inde en 2012.

## Types
Le Mémento de la sûreté du système électrique, publié par RTE sur son site officiel, présente les modes de dégradation de la sûreté du système électrique conduisant aux blackouts, ainsi qu'un panorama des grands incidents survenus à travers le monde.
Le Bilan sûreté annuel de la sûreté du système électrique français, également disponible sur le site de RTE pour chaque année depuis 2001, comporte un chapitre présentant les grandes pannes survenues à travers le monde pendant l'année.

## Mécanismes
Les systèmes électriques des grands pays sont conçus, construits et exploités de telle sorte que les utilisateurs du réseau ne subissent pas, dans certaines limites, les conséquences des aléas les plus courants. Par exemple, la règle du « N-1 », en vigueur sur le réseau ENTSO-E, prévoit que le réseau électrique doit rester viable après la perte de n’importe quelle ligne ou de n’importe quel groupe. En France, où le référentiel de la sûreté du système électrique est plus exigeant, on applique la règle dite « N-k » (avec k supérieur à un) : Typiquement, aucun écroulement du réseau ne doit se produire, même si deux groupes de production déclenchent. Mais, comme perçu à travers les exemples de grandes pannes précédents, il peut survenir des situations beaucoup plus complexes résultant d’incidents multiples, très proches dans le temps voire simultanés, associés parfois à des défaillances de systèmes de protection, de régulations ou d’opérateurs. Le retour d’expérience sur les grands incidents montre qu’ils sont toujours la conséquence d’une combinaison de plusieurs aléas.
En dépassant le cadre des aléas initiaux primaires (perte d'un groupe de production par exemple) et de leurs combinaisons potentielles multiples, l’analyse des grands incidents montre également que si l’on se place à un niveau plus synthétique, la genèse d’un grand incident se traduit souvent par l’un des quatre phénomènes électromécaniques suivants,, :
1. La cascade de surcharges de lignes de transport et leur déclenchement ;
2. L’écroulement de fréquence ;
3. L’écroulement de tension ;
4. La rupture de synchronisme entre les groupes de production.

Lorsque les grands incidents sont très complexes et se produisent sur des réseaux étendus, ces quatre phénomènes peuvent se succéder, se superposer ou s’associer ; ainsi, l’incident du 19 décembre 1978 en France a commencé avec le phénomène 1 puis s’est accéléré et étendu avec le phénomène 4 ; l’incident européen du 4 novembre 2006 a commencé avec le phénomène 1 et s’est poursuivi avec le phénomène 2.
À la fin des années 1990, certains auteurs ont évoqué un cinquième phénomène : l’apparition d’oscillations à basse fréquence entre des parties importantes d’un système électrique très étendu ; cependant, si l’utilisation d’enregistreurs très perfectionnés, tels que les WAMS  (Wide Area Measurement Systems), montre que les grands systèmes électriques sont effectivement parfois sujets à occurrences d’oscillations à basse fréquence mal amorties, aucun grand incident n’est encore survenu à la suite de ce phénomène.

## Prévention
Parmi les mesures préventives mises en œuvre par les compagnies d'électricité pour éviter les pannes de courant majeures :
- Enfouissement des lignes électriques pour diminuer la sensibilité du réseau aux perturbations atmosphériques (foudre, verglas...)
- Redondance des lignes électriques pour que la défaillance d'une simple ligne ne conduise pas à un évènement indésirable
- Maintien d'une réserve de puissance dans les centrales électriques
- Interconnexion avec les pays voisins pour augmenter la stabilité du réseau
- Systèmes spécifiques d'amélioration de la stabilité du réseau FACTS
- Nécessité que les exigences en matière de stabilité des installations de production décentralisée lors de la survenue de variations de la fréquence du réseau interconnecté synchrone soient plus contraignantes, c’est-à-dire n'agréer les éoliennes que si elles continuent à fonctionner quand la fréquence du réseau chute et qu'il faut absolument soutenir le réseau au lieu de se déconnecter.

Très souvent, les pannes majeures sur un réseau électrique font intervenir un déséquilibre entre la production et la consommation. Le principal moyen de se prémunir contre ce phénomène est de mettre en place des plans de délestage.

### Parades
La prévention des grandes pannes d’électricité, qui est l’un des objets de la sûreté de fonctionnement des systèmes électriques, est une activité complexe qui repose sur la mise en œuvre de dispositions multiples, qui doivent être adaptées à la dynamique des quatre phénomènes électromécaniques exposés dans le chapitre précédent. Ces dispositions doivent permettre de prévenir, détecter et traiter les dysfonctionnements pouvant conduire à l’apparition de l’un de ces phénomènes, et, si le phénomène se produit malgré tout, d’en contrôler l’évolution,. Une conception robuste de la prévention des grandes pannes demande de s’appuyer sur une organisation conceptuelle rigoureuse. Les dispositions de défense du système électrique français géré par RTE, dont le Club des Opérateurs de Grands Réseaux souligne qu’elles doivent être considérées comme l’une des meilleures approches au monde, reposent sur la mise en œuvre de lignes de défense successives, selon l’approche dite « défense en profondeur ». Ces dispositions portent d’une part sur le domaine matériel, d’autre part sur le domaine organisationnel et humain. Les lignes de défense se rapportent à trois volets différents : la prévention et la préparation, la surveillance et l’action, et enfin les parades ultimes.
La prévention et la préparation consistent à faire en sorte que les phénomènes redoutés ne puissent pas s’amorcer, à se protéger contre les défaillances possibles des équipements par la redondance matérielle et fonctionnelle, à identifier les activités à risque et à les garantir par leur mise sous assurance qualité. Le système électrique doit également être conçu de façon à pouvoir supporter certains aléas, ce qui est nécessaire l’occurrence d’aléas ne peut jamais être empêché totalement (le retour d’expérience est là pour le montrer). Le volet de la surveillance et de l’action regroupe les actions qui permettent de détecter les écarts des grandeurs (fréquence, tension, courants…) qui sont caractéristiques du bon fonctionnement du système électrique, et de déclencher les actions appropriées - manuelles ou automatiques - lorsque c’est nécessaire. Le troisième volet est le registre ultime. Quelles que soient les précautions prises avec les deux volets précédents, nul exploitant de réseau n’est totalement à l’abri de l’initialisation d’une grande panne. Lorsque l’on parvient à ce stade, il faut procéder à des actions exceptionnelles pour enrayer l’écroulement, quitte à devoir perdre une partie du réseau ou de la consommation, faute de quoi on risque de perdre la totalité du réseau (ainsi, le 4 novembre 2006, la totalité du réseau européen aurait pu être perdue si la chute de fréquence s’était prolongée quelques secondes de plus, et seul le délestage fréquence métrique automatique a sauvé la situation). Ces mesures doivent être extrêmement rapides ; c’est pourquoi le recours aux actions humaines ne suffit pas, et il faut s’appuyer sur des dispositifs automatiques.
Différentes conceptions existent dans le monde quant à la conception de ces dispositifs automatiques. Elles dépendent en particulier de la structure du système électrique concerné, et des ressources qui peuvent être dégagées. En effet, la conception de dispositifs automatiques a toujours un coût, alors qu’au contraire on ne peut jamais être totalement sûr que ces dispositifs seront efficaces (au contraire, ils peuvent même être à l’origine de fonctionnements intempestifs). Il existe donc un équilibre à trouver. Dans certains systèmes électriques, il est trop coûteux et trop complexe de se protéger, et il n’existe pas vraiment de mise en place de dispositifs, hormis des dispositions relativement rustiques de délestage. Il est alors admis que le réseau s’écroule, et le service doit être remis au plus vite. Dans d’autres pays[Lesquels ?] où la structure du réseau électrique est assez simple, on considère qu’on peut se protéger en cherchant à détecter par des études en amont (études de stabilité notamment) les combinaisons d’aléas à redouter (par exemple la perte simultanée de telle ligne et de tel groupe de production), puis l’on met en place pour chaque combinaison redoutée un automatisme capable de détecter l’occurrence et d’entreprendre une action appropriée que l’on aura identifiée (en général, il s’agit d’action sur la topologie, la production et la consommation). Dans cette approche, qui est appelée « événementielle », on met ainsi en place une série d’automates spécifiques (SPS ou Special Protection Schemes dans la terminologie anglaise). Ainsi, le Brésil recourt beaucoup à de tels équipements.
Dans les systèmes électriques plus complexes, comme le réseau nord-américain, ou comme le réseau européen qui est encore plus maillé, une telle conception ne convient pas : l’identification des combinaisons à redouter serait beaucoup trop compliquée, et demanderait un nombre considérable de SPS ; de plus, compte tenu des évolutions incessantes du contexte électrique, il faudrait sans cesse changer les fonctionnalités et l’emplacement de ces équipements ; par ailleurs, il y a toujours un risque non négligeable qu’un SPS, conçu théoriquement pour agir sur une occurrence précise, s’active de façon indésirable dans d’autres configurations non prévues. C’est pourquoi on préfère revenir à la source et mettre en place des dispositifs capables de détecter l’émergence du phénomène électromécanique redouté lui-même, et d’enclencher des actions. Ainsi, les dispositions de défense sont conçues en France de façon à savoir détecter l’écroulement de tension, ou la perte de synchronisme entre zones du réseau. Ceci n’exclut pas de compléter ces dispositions par un nombre très limité de SPS.